# Franz Thorbecke (Geograph)
Franz Heinrich Thorbecke (* 8. November 1875 in Heidelberg; † 12. August 1945 in Winterstein bei Tabarz) war ein deutscher Geograph.

## Leben und Leistungen
Franz Thorbecke war zunächst Lehrer im badischen Schuldienst und wurde dann Assistent am Geographischen Institut der Universität Heidelberg. Von 1894 bis 1897 war er aktives Mitglied der Studentenverbindung Leonensia. Von 1907/08 nahm Thorbecke an einer Expedition des Reichskolonialamts nach West- und Zentralkamerun teil. Nach seiner Rückkehr wirkte er als Dozent an der Handelshochschule in Mannheim. 1911 bis 1913 leitete er eine weitere umfassende Forschungsexpedition der Deutschen Kolonialgesellschaft in die Kolonie Kamerun, an der auch seine Frau, Marie-Pauline Thorbecke, die er 1909 geheiratet hatte, teilnahm. Seine Studien über Zentralkamerun legten die Grundlage für die geographische Forschung dort. 1917 wurde er Professor am Geographischen Institut der Handelshochschule Köln, der späteren  Universität zu Köln. 1926 wurde er Mitglied der Deutschen Akademie der Naturforscher Leopoldina.
Thorbeckes umfangreiche Bibliothek und Kartensammlung ist heute Teil der Universitäts- und Stadtbibliothek Köln.

## Schriften
- Das ozeanisch-subtropische Klima und die Gebiete der Etesien und Winterregen. In: Geographische Zeitschrift. Band 16, 1910
- Das Manenguba-Hochland. E. S. Mittler & Sohn, Berlin 1911, OCLC 48489953 (Inaugural-Dissertation Universität Heidelberg 1910, 33 Seiten); auch in: Mitteilungen aus den deutschen Schutzgebieten, Band XXIV, 1911, 5. Heft, S. 279–311 OCLC 164855463.
- Djutitza, der Viehposten der Militär-Station Dschang. Bericht der Forschungsreise der Deutschen Kolonialgesellschaft nach Kamerun. In: Zeitschrift für Kolonialpolitik, Kolonialrecht und Kolonialwirtschaft. Band 14, 1912, S. 836–838
- Afrika, Teil 1: Allgemeine Übersicht, Ferdinand Hirt, Bresslau 1929, DNB 36845956X
- Im Hochland von Mittel-Kamerun. 3 Bände, Friedrichsen, Hamburg 1914–19, ein 4. Band in 2 Teilen bei Friedrichsen, Hamburg, 1924 und (von Marie Thorbecke herausgegeben) bei Cram, de Gruyter, Hamburg 1954, DNB 455058199
  - 1, Die Reise. Eindrücke und Beobachtungen 1914.
  - 2, Anthropogeographie des Ost-Mbam-Landes 1916.
  - 3, Beiträge zur Völkerkunde des Ost-Mbam-Landes 1919. Marie Thorbecke als Mitverfasserin genannt.
  - 4a, Die Karte des Ost-Mbam-Landes 1924.
  - 4b, Physische Geographie des Ost-Mbam-Landes 1951.